# Gerardo Huber
Gerardo Huber Olivares (13 de marzo de 1945-20 de febrero de 1992) fue un militar chileno, conocido por desempeñarse como agente de la Dirección de Inteligencia Nacional (DINA), órgano represivo de la dictadura militar chilena, donde estuvo a cargo de comprar armas para el Ejército de Chile.

## Biografía
Gerardo Huber se graduó de la Escuela Militar del Libertador Bernardo O'Higgins en 1964, especializándose como Ingeniero Militar. Diez años después, después del golpe militar de Augusto Pinochet en 1973, entró a la Agencia de Inteligencia DINA siendo enviado a Argentina a infiltrar grupos que ayudaban al MIR en su combate contra la dictadura pinochetista, Apenas regresó a Chile, trabajó con el agente estadounidense de la DINA Michael Townley produciendo armas químicas para ser usados contra los disidentes políticos.
A principio de los 1980s, Gerardo Huber fue enviado al Complejo Químico del Ejército de Chile en Talagante. convirtiéndose en Gobernador de Talagante desde 1987 a 1989.
El Coronel Huber fue ascendido en marzo de 1991 a la Dirección del Ejército de Logística donde estaba a cargo de la compra y venta de armas en el exterior. De acuerdo a su viuda, se reunió con Pinochet en mayo de 1991 para informarle de varias irregularidades que se cometían en la Logística del Ejército. La viuda afirma que la reacción de Pinochet fue enviarlo al Hospital Militar para que fuese visto por un psiquiatra.
Además, la ahijada del Coronel Huber, Loreto Tapia, estaba casada con Hernán García Pinochet, nieto del dictador.

## Caso Huber

### Gas Sarín
En su segunda confesión ante el fiscal de EE.UU., Eugene Propper, Michael Townley relató paso a paso la fabricación del gas sarín en un cuartel secreto que la DINA instaló especialmente en el barrio de Lo Curro, en Santiago. La producción del gas mortífero fue responsabilidad del químico chileno Eugenio Berríos, conocido bajo el nombre de guerra de Hermes en la estructura secreta de la DINA y asesinado en Uruguay con posterioridad.

El coronel Contreras nos ordenó el proyecto químico: encontrar la manera de producir sarín, un veneno de la familia de los organofosforados, desarrollado en la Segunda Guerra Mundial y utilizable como arma de defensa nacional o de eliminación clandestina. Durante todos mis viajes a Europa se seguía trabajando en este proyecto y yo desde afuera compraba los equipos y materias primas en Gallemkamp y Co., en Londres; Fisher Scientific en EE.UU.; José Santos en Nueva Jersey; y PRC, en Orlando, Florida.
Michael Townley

 Se piensa que el padre de Townley, ex gerente de la Ford en Chile, fue un agente de la CIA en los años 60. Era muy amigo de David Atlee Phillips, jefe de los ex oficiales de inteligencia de la CIA.De acuerdo con el testimonio de Landau, el padre de Townley importó los productos químicos para el sarín especialmente los de Galemkamp, en Inglaterra y los enviaba a Chile a través de pilotos de la línea aérea de Chile, LAN.Cuando en 1977 la Justicia de EE.UU. logró la pista que llevaba a la DINA en el asesinato de Letelier, la presión del gobierno de ese país sobre la dictadura de Chile se hizo muy fuerte. La DINA fue reemplazada por la CNI; Contreras fue sacado de circulación; Townley, entregado a EE.UU y el sarín, que estaba en unos depósitos en el barrio de Lo Curro, sacado por un coronel de apellido Huber hacia el Complejo Químico e Industrial del Ejército.En ese momento, una alerta roja se encendió en la CIA y el FBI. Al FBI le preocupó -y más aún a la CIA- el destino del sarín porque constituye una amenaza internacional ya que no se puede eliminar. ¿Quién lo tiene ahora? Esa es la pregunta. Hay rumores de que el régimen de Pinochet lo vendió a Irak en los años 80, que los israelíes tenían interés en comprarlo y se preocuparon al menos de saber dónde está. Hoy día sigue preocupada la CIA en saber dónde está. No deja de ser una coincidencia que los dos hombres que sabían del sarín, Huber y Berríos, hayan desaparecido o muerto en extrañas circunstancias.
 Saul Landau

### El trato de armas y la muerte de Huber
En abril de 1991 llegan a Chile dos personajes: el exespía inglés Sydney Edwards y el nazi croata Vladimir Secen. Ambos jugaban distintos roles para un mismo fin: armar a los croatas contra los serbios. Secen será vinculado por la prensa argentina con los servicios de Inteligencia militar en Chile. En los primeros meses de 1992, Monzer Al-Kassar, que también traficaba armas a Croacia, viajó en dos oportunidades a Chile.
Ives Marziale, representante de Ivi Finance & Management Incorporated, una firma dirigida por el alemán Gunter Leinthauser, arribó a Chile en octubre de 1991, con el encargo de comprar armas de segunda mano del Ejército de Chile para vendérselas a los croatas, el cual estaba preparando la defensa de Bosnia antes de la ofensiva serbia para conquistar Sarajevo, Croacia recién había declarado su independencia de Yugoslavia en junio de 1991, pero accedió a congelar los preparativos, mientras las Naciones Unidas deliberaban el asunto.
El 19 de noviembre de 1991, Marziale cerró el trato con la empresa militar chilena FAMAE (Fábricas y Maestranzas del Ejército), o Fábricas y Arsenales del Ejército de Chile), la firma militar a cargo de la producción de armas, por un valor de más de US$ 6 millones, y 370 toneladas de armas (incluyendo fusiles SIG SG 550, Misil Tierra-Aire Blowpipe, misiles antitanque Mamba, cohetes, granadas, morteros, y grandes cantidades de munición 7.62mm). Famae, dirigida por el General Guillermo Letelier Skinner, uno de los asociados más cercanos al General Pinochet. era nominalmente independiente del Ejército.
El General Carlos Krumm, a cargo de la Logística del Ejército chileno, requirió al Coronel Huber para pusiera a disposición del General Guillermo Letelier, Director de Famae, al empleado civil Ramón Pérez Orellana, quien trabajaba en la sección de importaciones-exportaciones de la Logística del Ejército, y que era experto en problemas limítrofes.
El tráfico ilegal de armas fue descubierto en diciembre de 1991, cuando el carguero que llevaba las armas, etiquetada como "ayuda humanitaria" desde el Hospital Militar de Santiago, fue descubierta en Budapest. El 7 de diciembre de 1991, un periódico húngaro descubre la noticia, y el 2 de enero de 1992, el Brigadier-General Guillermo Letelier, director de Famae, fue forzado a renunciar. Dos días después, por requerimiento del Ministro de Defensa Patricio Rojas, la Corte Suprema de Chile nominó al Magistrado Hernán Correa de la Cerda como responsable para investigar el tráfico de armas. El magistrado llama a Gerardo Huber como testigo, el cual declara que seguía órdenes del General Krumm, a cargo de Logística. El 29 de enero de 1992, Huber, quien estaba descansando en San Alfonso, Cajón del Maipo, en casa de su amigo Elwin Tapia Permaneció allí hasta el 29 de enero de 1992, no sin antes quemar una serie de documentos que comprometían al alto mando institucional de la época. Tras lo cual "desapareció".
Su cuerpo fue encontrado el 20 de febrero de 1992, con el cráneo despedazado.

### Asesinato
Fue asesinado poco tiempo antes de que atestiguara ante el Magistrado Hernán Correa de la Cerda en el Caso de 1991 por exportación de armamento ilegal a los paramilitares croatas. El trato involucraba 370 toneladas de armas vendidas por Chile el 7 de diciembre de 1991, mientras este país estaba bajo embargo de las Naciones Unidas a causa de la Guerra contra Serbia. En enero de 1992, Hernán Correa de la Cerda ordena a Gerardo Huber comparecer en este caso, pero sería silenciado en precaución a que complicara a Pinochet en su nuevo caso judicial. sin embargo aunque el último no era Presidente, permanece como Comandante en Jefe del Ejército. Quince años de investigaciones han revelado que Pinochet estaba al mando de este tráfico ilegal de armas, recibiendo dinero a través de compañías offshore y Compañía de fachadas, incluyendo el Banco Coutts International en Miami
La policía chilena al principio declaró que la muerte de Huber era un suicidio, una tesis que fue más tarde dada en firme. En 1996, la magistrada María Soledad Espina, responsable de las investigaciones acerca del caso Huber, categóricamente excluyó la posibilidad de un suicidio.
El caso de la muerte de Huber fue investigado por el ministro de la Corte de Apelaciones de San Miguel, Claudio Pavez. Debido a los nuevos antecedentes, el magistrado le tomó declaración a Augusto Pinochet En su testimonio, Pinochet dice haber tomado conocimiento de la venta realizada a Croacia y confirma la declaración del capitán Araya en el sentido de que existió una empresa fantasma, Ultracan, creada en un paraíso fiscal por el exalbacea de Pinochet, Óscar Aitken, para recibir los pagos. A pesar de esto, el caso permaneció inactivo, hasta que el magistrado Claudio Pavez asumió su dirección en septiembre de 2005, y lo recalificó como un homicidio. Y ha sospechado desde entonces a partes de la policía civil de haber estado implicada también
en obstrucción a la justicia. Además, documentos oficiales declaran que el dinero del trato de armas fue canalizado en las cuentas bancarias personales de Pinochet en el extranjero, El capitán Araya que había sido condenado a cinco años en la prisión por su participación en el trato de armas, se hizo testigo estatal en 2005 y declaró que él había interpretado conforme a órdenes altas de su jerarquía militar. Él además declaró en su testimonio que Pinochet "tenía el conocimiento completo de esta venta, ya que él estaba en comunicación cercana con el director de Famae y puso a disposición por parte del Ejército las armas que fueron vendidas por Famae."

### Procesan a altos Oficiales Militares
El 7 de marzo de 2006, el juez Claudio Pavez procesó a cinco altos oficiales militares retirados bajo la acusación de asociación ilegal al ocultar el asesinato de Huber.
Aquellos incluyen a:
- General de Brigada Eugenio Covarrubias, jefe de la Dirección de Inteligencia del Ejército (DINE) en 1992
- General de Brigada Víctor Lizárraga, entonces Director Adjunto de la DINE.
- General de División Carlos Krumm, entonces Director de Logística.
- General de Brigada Manuel Provis Carrasco, luego jefe del Batallón de Inteligencia del Ejército (BIE, agencia de inteligencia militar[2]
- y el capitán Julio Muñoz Bustamante, un amigo de Huber y antiguo miembro del BIE.

Las investigaciones fueron oficialmente terminadas en julio de 2007.

### Implican a Pinochet
El general Carlos Krumm, responsable de la Logística, declaró al magistrado Claudio Pavez que el trato de armas había sido directamente aprobado por Pinochet. Declaraciones siguientes del Capitán Pedro Araya, Krumm confirmó la existencia de una reunión que había precedido al trato. Fueron las declaraciones entregadas por el capitán Araya, en el marco del proceso por la muerte del coronel Gerardo Huber, las que permitieron reabrir ambos casos, que estaban cerrados por la justicia militar. Araya sostuvo que fueron altos mandos, incluido Pinochet, quienes planificaron y ordenaron la venta ilegal de armas a Croacia.

"..."No conozco a esa persona ( ) no es mi firma ( ) no sé nada ( ) nunca vi ese documento"
General (R) Carlos Krumm en el segundo día de la fase probatoria del tráfico clandestino de armas del Ejército a Croacia en 1991

A dicha reunión asistieron, Richard Quass, director de Operaciones del Ejército; General Florencio Tejos, jefe de Material de Guerra; General Jaime Concha, Comandante de Instituciones Militares; General Guido Riquelme, Comandante principal de la 2.ª División de Ejército; General Guillermo Letelier Skinner, director de Famae; y General Carlos Krumm, director de Logística del Ejército todos asistieron a las reuniones. Por otra parte, el General Guillermo Letelier también parece haber estado relacionado con las cuentas bancarias en el extranjero de Pinochet. Finalmente, tanto el general Lizárraga. como el general Covarrubias declararon al juez que Pinochet personalmente encabezó el BIE, al cual el antiguo dictador declaró que él no recordó nada
Según las investigaciones de Pavez, entre su "desaparición" y el descubrimiento de su cadáver, el Coronel Huber fue detenido en una instalación militar secreta hecha funcionar por la inteligencia chilena. Pavez presume que Huber fue secuestrado por agentes de la BIE y trasferido al Centro de Detención secreto de la Escuela de Inteligencia del Ejército (EIE) en el sector Nos, el cual también es la sede del Laboratorio de Guerra Bacteriológica del Ejército, el cual dependía en 1992 del Director de la DINE, General Eugenio Covarrubias. Con Manuel Provis, uno de los principales sospechosos del asesinato de Huber, Covarrubias también apresó al Bioquímico de la DINA Eugenio Berríos en septiembre de 1991, antes de enviarlo a Argentina y después a Uruguay. Fue culpado por el secuestro con posterior homicidio de Berríos. Clina Polloni, cuñada de Gerardo Huber, tiene la firme convicción de que él fue torturado antes de morir.
El General Tejos declaró frente al tribunal que fue el mismo Augusto Pinochet quien autorizó que las armas fueran sacadas desde distintas unidades de la entidad castrense, así como de otras ramas de las Fuerzas Armadas. El testimonio del general Tejos confirma, una vez más, la versión del capitán (R) Pedro Araya quien fue inicialmente condenado por la justicia militar por la venta ilegal. El exuniformado ha sostenido siempre que fue Pinochet quien ordenó la venta.

### El Nexo con los gobiernos democráticos
A partir del "Caso Mirage" en el cual se investiga el pago de sobornos a generales de la FACH, en el cual ha sido mencionado Patricio Rojas, exministro de Defensa entre 1990 y 1994 y donde extraoficialmente estarían involucrados los expresidentes Patricio Aylwin y Eduardo Frei Ruiz-Tagle, se ha indicado en fuentes judiciales del caso "Tráfico de armas" que posiblemente se inicie una investigación respecto a los 3 últimos personajes, debido a que existen varias etapas del envío de armas en que tomaron parte autoridades civiles, de carácter político y de confianza del Presidente de la República como el director de aduanas, la cancillería (era valija diplomática), la embajada en Hungría (recibía el cargamento en Europa), el representante del Presidente de la República en el directorio de FAMAE, entre otros.

### El chofer de Huber aparece muerto
El sargento Blas Meriño Castillo apareció muerto, por supuesto suicidio, en 1995. No se ha vuelto a investigar dicha muerte ni si está relacionada con el asesinato de Huber.

### Comienzan las contradicciones
Al exsubsecretario de Guerra, Marcos Sánchez, quien durante la época le correspondió visar documentación para la exportación de armamento declaró por oficio ante la justicia militar, pero ante el juez, decidió hacerlo personalmente. Sánchez reiteró que ni el gobierno ni ningún funcionario del Ministerio de Defensa tienen responsabilidad, porque a su juicio fueron “baipaseados” por los ejecutivos de la Fábrica de Maestranzas del Ejército (Famae), mediante la que fueron exportadas las armas a Hungría y no a Sri Lanka, como se había escrito en la documentación. Quien comenzó a tener algunas contradicciones fue la exsecretaria del general (R) Carlos Krumm, Carmen Gloria Molina.

### Los últimos días
Otra de las aristas que maneja el magistrado también se relaciona con los últimos días de Huber antes de morir. El asesinado coronel debía realizar un viaje a Israel para acreditar la compra del sistema de lanzacohetes múltiple LAR, desarrollado por ese país. Y debía hacerlo junto a otro militar que también trabajó cerca de Pinochet a principios de los ’70 y que ya ha declarado en algunos casos de derechos humanos, según dijo una fuente judicial. En todo caso, su declaración ya consta en el proceso. Este último oficial en retiro se relaciona, a la vez, con Lizárraga, ya que éste estaba en Israel al momento de la desaparición de Huber y viajó de inmediato a Chile, según consta en la hoja de Policía Internacional donde se detallan sus entradas y salidas del país, de acuerdo a una fuente consultada en Interpol. De allí que se vincule con otro testimonio, esta vez del compañero de labores de Huber cuando éste era jefe del Complejo Químico del Ejército en Talagante: el coronel (R) Francisco Schafausser. Schafausser entregó en 2003 una teoría sobre el caso en el proceso: que los asesinos de Huber podrían ser agentes secretos chilenos "residentes" en el exterior. Sin embargo, el magistrado, la última vez que lo interrogó, tuvo la impresión de que venía al proceso a buscar información más que a entregarla. En otras palabras, no se sabe para quién trabaja. A esa percepción se unió la presentación que hizo el CDE de San Miguel solicitando protección policial para la abogada María Inés Horvitz y para Eugenio Palacios Labbé. La razón de la petición se funda en que la noche del lunes 12 de septiembre, mientras Palacios Labbé veía en su hogar el programa "Enigma", de TVN, sobre el caso Huber, Schafausser le llamó por teléfono diciendo: "Desde ahora ni usted ni yo podremos dormir tranquilos". Esto fue interpretado como una amenaza velada, lo que derivó en que el Departamento de Inteligencia Electrónica de Investigaciones debió realizar un "barrido" a los celulares de la familia de Huber, como también a la casa de su viuda, Adriana Polloni. El ministro Pavez, siguiendo la lógica jerárquica en el caso armas, a su vez relacionado con la muerte de Huber, debiera interrogar al general (R) Guillermo Letelier Skinner, quien a principios de los ’90 era el jefe de Famae. Letelier aparece también relacionado con las millonarias cuentas de Augusto Pinochet en el Banco Riggs y otras entidades financieras en Estados Unidos y Europa. Por esta razón, el pago que se hizo por las armas ilegales a Croacia a principios de los ’90 bien puede tener una comisión escondida, tal como sucedió con los tanques Leopard y la compra de los Mirage para la Fuerza Aérea, entre otros, que terminaron en los bolsillos del exdictador. Huber sabía demasiado, pero no vivió para contarlo.

### Dictan sentencia en el caso
De forma dividida, la Corte Marcial decidió condenar a los generales responsables del tráfico ilegal de armas a Croacia en 1991 aunque disminuyó las penas impuestas por el ministro en visita Alejandro Solís en 2008 el 9 de junio de 2009.
De esta forma, el general en retiro del Ejército y exdirector de la fábrica de armamento Famae, Héctor Letelier Skinner, y al general, Vicente Armando Rodríguez Bustos de la FACH, fueron condenados a tres años y un día en vez de los cinco años y un día que había impuesto Solís como autores del delito de exportación ilegal de material de uso bélico.
Además, Letelier Skinner fue condenado a 541 días de cárcel en calidad de autor del delito de falsedad contemplado en el código de justicia militar.
Por otra parte, se rebajó a 541 días las penas a los coroneles y oficiales Patricio Ernesto Pérez Villagrán, Pedro Araya Hermosilla y Ramón Vicente Pérez Orellana condenados a tres años y un día en primera instancia y se les agregó 541 días de presidio por falsificación de instrumento público.
También se confirmó la condena a la exsecretaria del centro de negocios de Famae, Gloria Molina quien recibió un castigo similar en calidad de cómplice.
En tanto, el exdirector de Logística del Ejército, Carlos Krumm, fue absuelto de todos sus cargos.
Penas que alcanzan los 10 años de cárcel, notificó el lunes 5 de octubre de 2009, el ministro en visita Claudio Pavez por el del asesinato en 1992 del coronel de Ejército, Gerardo Huber, vinculado al caso del tráfico de armas a Croacia.
Por los delitos de homicidio calificado y asociación ilícita fueron condenados el general (R) Víctor Lizárraga, exsubdirector de la Dirección de Inteligencia del Ejército (DINE), a un total de 10 años de presidio, y el brigadier (R) Manuel Provis Carrasco, exjefe del Batallón de Inteligencia, a 8 años.
En tanto, como cómplice de los mismos delitos fue condenado a 600 el coronel (R) Julio Muñoz, considerado “amigo” y compadre de Huber, mientras contra el general (R) Carlos Krumm, exdirector de Logística del Ejército y jefe de Huber, recaen 541 días por homicidio calificado.
El único absuelto de cargos fue el otrora jefe de la DINE, general (r) Eugenio Covarrubias, quien hasta ahora estaba procesado por los mismos cargos. Contra todo lo esperado, el ministro Claudio Pavez anuló los cargos en contra del exjefe de la Dirección de Inteligencia del Ejército, general (R) Eugenio Covarrubias, mientras que para los otros oficiales las penas no pasaron de los cinco años. Más allá de la sanción, el nombre de esta víctima que sirvió para encubrir el tráfico de armas a Croacia en 1991, está ligado a las cuentas de Pinochet en el Riggs y tangencialmente al proceso por el pago de coimas en la compra de los tanques Leopard.
Después de dictar sentencia, el ministro de la Corte de Apelaciones de San Miguel, Claudio Pavez, afirmó que el móvil detrás del homicidio era ocultar el tráfico de armas a Croacia.

### Corte de Apelaciones confirma las condenas
La Corte de Apelaciones de San Miguel confirmó el 29 de noviembre de 2010 las condenas por el homicidio del coronel de Ejército Gerardo Huber, ocurrido en 1992. Su cuerpo apareció en el Cajón del Maipo, tres meses después de que se detectara la exportación ilegal de armas de Famae a Croacia.
Los condenados son el general (R) Víctor Lizárraga Arias, exsubdirector de la Dirección de Inteligencia del Ejército (DINE), sentenciado a cinco años de cárcel por homicidio calificado y otros cinco por asociación ilícita, y, el brigadier (R) Manuel Provis Carrasco, sentenciado a cuatro años por el homicidio y cuatro por integrar la asociación ilícita.
Fueron absueltos el exjefe de la DINE, general (R) Eugenio Covarrubias y el exdirector de Logística del Ejército y jefe de Huber, general (R) Carlos Krumm. Por su parte, el coronel Julio Muñoz Bustamante fue condenado a 300 días de prisión como encubridor y fue absuelto de la asociación ilícita.
El juez Pavez determinó que el 29 de enero, mientras Huber se encontraba escondido en San Alfonso, tras que comenzaran los problemas para las armas enviadas a Croacia y cuyas ganancias iban directamente a los bolsillos de Pinochet, su compadre Julio Muñoz lo llevó bajo engaño al puente El Toyo, donde fue asesinado de un tiro a larga distancia, presuntamente por un francotirador, según detalla el expediente. El magistrado determinó el tipo de fusil empleado, del cual existían en ese tiempo cuatro en los arsenales del Ejército.

### Condenan a militares por traficar armas a Croacia
La Corte Suprema de Chile condenó el 20 de enero de 2012 en un fallo definitivo, a siete militares y a dos civiles por su participación en un tráfico ilegal de armas a Croacia en 1991, aunque todos recibieron beneficios que les evitará cumplir sus sentencias en prisión, informaron fuentes judiciales.
Se condenó al general retirado de la Fuerza Aérea Vicente Armando Rodríguez, y a tres antiguos miembros del Ejército, el capitán Patricio Ernesto Pérez, el brigadier David Fuenzalida y el mayor Carlos Galvarino, a tres años y un día de presidio como autores del delito de exportación ilegal de armas.
A todos ellos se les concedió el beneficio de la libertad vigilada.
Otro general retirado del Ejército, Héctor Guillermo Letelier, recibió esa misma pena, además de otros 541 días de presidio como autor del delito de falsedad, pero también quedó en libertad vigilada.
Además, un capitán retirado, Pedro Araya, fue condenado a 541 días de presidio con beneficio de la remisión condicional, similar a la libertad vigilada.
En tanto, el empleado civil del Ejército Ramón Vicente Pérez recibió 3 años y un día de presidio, mientras que otros dos civiles, Antonio Marón y Sergio Pollman, recibieron 541 días de cárcel como cómplices de la exportación de armas, pero tampoco tendrán que ir a prisión.
El fallo, emitido de forma unánime por la II Sala del máximo tribunal, absolvió además a una empleada civil del Ejército, Carmen Gloria Molina, y a un general retirado, Carlos Krumm.
Huber fue encontrado muerto, con el cráneo destrozado, el 20 de febrero de 1992, tras haber permanecido desaparecido un mes, cuando estaba citado a declarar en el caso de las armas enviadas a Croacia.

## Berríos y el RestaurantLes Assassins
Aparte del trato de armas, el caso Berríos, acerca del bioquímico de DINA encontrado muerto en Uruguay en 1995, ha estado relacionado por los magistrados con el caso Huber. En ambos casos, ocurridos en el mismo período, la DINE estuvo implicada. Como Huber, Berrios sabía demasiado, cuando él había sido implicado en el caso Letelier y en la producción de cocaína negra y gas sarín para Pinochet. Berríos se escapó de Chile en 1992, asistido por la Unidad Especial de la DINE, en lo que ha sido conocido bajo el nombre de "Operación Silencio".
Además, Main Cargo, la firma que trabajó con Famae para exportar las armas, era de propiedad de Marianne Cheyre Stevenson, que es la hermana de Juan Carlos Cheyre, pero también la dueña del restaurante Les Assassins, donde Berríos solía encontrarse, a principios de los años 1990, con traficantes de droga y exagentes de la DINA. Los Cheyre tienen una relación de familia distante con Juan Emilio Cheyre, Comandante en jefe del Ejército chileno de 2002 hasta 2006.
Según un exmilitar, el coronel Huber, según se afirma, le dio documentos acerca de trato de armas y medicinas letales creadas por Eugenio Berríos. Según el exmilitar, Huber quiso transmitir estos documentos al periodista de defensa británico Jonathan Moyle, quién fue encontrado ahorcado en su cuarto de hotel en Santiago, el 1 de abril de 1990. el exmilitar, que pidió asilo político en Holanda en 2001, también ha alegado que Huber le había dado otros documentos acerca de la compra de armas a Israel y ventas a países árabes.

## Narcotráfico
A principios de los ’90, el narcotráfico se mezclaba con la alta sociedad de Viña del Mar. El empresario Manuel Losada narcotraficaba con los carteles colombianos. Como se relató en una nota de LND el pasado 7 de mayo, el representante del cartel de Cali y después de Medellín, Carlos Zuluaga, tenía dos contactos importantes, tanto para llevar la droga fuera de Chile como para traer desde Europa los narcodólares colombianos. La cocaína era distribuida en ese continente por la Cosa Nostra, liderada entonces por Bernardo Provenzano:
1. El primero era un coronel de Inteligencia militar.
2. El segundo, un conocido industrial chileno.

En 1998, Losada acabó detenido en el marco de la operación Océano. Años antes también cayó Zuluaga. Traían la cocaína desde Mendoza para reelaborarla en Caleta Abarca, Viña del Mar, donde la transformaban en líquido. En 1991, según las confesiones de Zuluaga, salieron de Chile 150 kilos del alcaloide a Estados Unidos en 360 botellas de vino de la Viña Manquehue, sin que esta firma tuviera alguna responsabilidad. Y justamente en Caleta Abarca vivía un peruano experto en licuar la cocaína. Se trata de Máximo Isidro Bocanegra Guevara, exagente de Inteligencia militar peruana, que formaba parte de la organización criminal que integraba Berríos. El peruano fue detenido en junio de 2001 por el OS-7 de Carabineros, precisamente por un laboratorio de este tipo.

"Respecto del tema del trafico lo que él dice es que se utilizó dependencias del Ejército que hay en Talagante, donde trabajo Berríos, y que la sociedad que formó Berríos con Marco Antonio Pinochet Hiriart y el señor Batic fue una sociedad que se dedicó a trabajar con cocaína y esos dineros, según el general Contreras, iban a parar a la cuentas"
Fidel Reyes, abogado de Manuel Contreras

Los cargamentos de cocaína partían desde la Fábrica de Material de Guerra del Ejército (FAMAE) en Santiago. y eran llevados en vehículos militares al Aeropuerto Pudahuel. La droga se destinaba a Europa y puntos intermedios, a menudo el Aeropuerto de Port au Prince (Haití) o en Islas Canarias. Uno de los aviones utilizados para los embarques había sido "charteado" por una compañía británica registrada como Quinn Freight, y fue el mismo que usaron Robert McFarlane y el coronel Oliver North para viajar a Irán a negociar el plan Irán-Contras.
Gracias al apoyo del ejército, Carlos Cardoen fabricaba armas pesadas para las FFAA de Chile y bombas de aviación para Saddam Hussein, por ese entonces en guerra con Irán. El fabricante de armas chileno estaba estrechamente vinculado con Augusto Pinochet Hiriart, y con el esfuerzo de la dictadura chilena por levantar una industria nacional de armas. A pesar de que diversos testigos afirman que Bathich y Cardoen fueron socios, nadie ha logrado descubrir aún la naturaleza de esa asociación.